# 施特策
施特策是德国下萨克森州的一个市镇。总面积37.99平方公里，总人口644人，其中男性323人，女性321人（2011年12月31日），人口密度17人/平方公里。